# Baragaon (Varanasi)
Baragaon es una ciudad censal situada en el distrito de Varanasi en el estado de Uttar Pradesh (India). Su población es de 11383 habitantes (2011). 

## Demografía
Según el censo de 2011 la población de Baragaon era de 11383 habitantes, de los cuales 5953 eran hombres y 5430 eran mujeres. Baragaon tiene una tasa media de alfabetización del 75,51%, superior a la media estatal del 67,68%: la alfabetización masculina es del 84,61%, y la alfabetización femenina del 75,52%.